# 小行星4962
小行星4962（英語：4962 Vecherka）是一颗围绕太阳公转的小行星。1973年10月1日，塔瑪拉·米哈伊洛夫那·斯米爾諾娃在克里米亚发现了此天体。
这颗小行星的绝对星等为141.982835351253等。